# Umm Sehrij
Umm Sehrij (tiếng Ả Rập: أم صهريج) là một ngôi làng Syria nằm ở Sinjar Nahiyah ở huyện Maarrat al-Nu'man, Idlib. Theo Cục Thống kê Trung ương Syria (CBS), Umm Sehrij có dân số 559 người trong cuộc điều tra dân số năm 2004.